# Daniel P. McCarthy
Daniel Patrick McCarthy (* 1945) ist ein australisch-irischer Historiker, Experte für Chronologie und altirische historische Handschriften und Informatiker. Er war Lecturer und Fellow am Trinity College Dublin und ist emeritiert.
McCarthy erhielt einen Bachelor als Elektroingenieur (B.E.) an der University of Western Australia. Danach studierte er in Dublin, wo er seinen Magister artium (M.A.) erwarb und promoviert wurde.
Neben irischer Geschichte, Geschichte der irischen Annalen und Chronologie (auch historischer astronomischer Chronologie, Sonnen- und Mondzyklen) und Komputistik befasst er sich mit Informatik (Computerarithmetik, Parallelrechner) und Geschichte des Rechnens und von Zahlen. Auf historischem Gebiet befasste er sich auch mit den Chroniken von Eusebius von Caesarea und Hieronymus, Prosper Tiro von Aquitanien und Beda Venerabilis, mit Columban von Luxeuil und die historische Kontroverse um das Osterdatum (Erstes Konzil von Nicäa und davor).
Er ist bekannt für seine Ablehnung der Hypothese (Kathleen Winifred Hughes) der Chronik von Irland im Rahmen der Genealogie altirischer Annalen. Dabei nutzte er auch seine Kenntnisse als Informatiker.
2012 wurde er Mitglied der Royal Irish Academy.

## Schriften (Auswahl)
- mit Aidan Breen: The Ante-Nicene Christian Pasch: De ratione paschali: The Paschal Tract of Anatolius, Bishop of Leodicea, Dublin 2003
- The Irish Annals: their genesis, evoluton and history, Dublin 2008, 2010
- The Genesis and Evolution of the Irish Annals to AD 1000, Frühmittelalterliche Studien, Band 52, 2018, S. 119–155.